# Étienne Bonnot de Condillac
Étienne Bonnot de Condillac (30. září 1715, Grenoble – 3. srpen 1780, Lailly-en-Val) byl francouzský filozof, katolický kněz a encyklopedista.

## Život
Condillac, bratr utopického komunisty Mablyho, přesídlil uprostřed čtyřicátých let XVIII. stoleté do Paríže, kde se seznámil s Rousseauem, Diderotem a fyziokraty. Byl představitelem osvícenství, ve filozofii pak konkrétně tzv. sensualismu. Navazoval na dílo Johna Locka. Zaobíral se především filozofií mysli (zejm. kniha Traité des sensations z roku 1754). Zabýval se ovšem také ekonomií, logikou či jazykovědou.

## Dílo

### Spisy
- Essai sur l’origine des connaissances humaines [Rozprava o původu lidského poznání] (1746)
- Traité des systèmes [Pojednání o systémech] (1749)
- Traité des sensations [Pojednání o počitcích] (1754)
- Traité des animaux [Pojednání o zvířatech] (1755)
- Cours d’étude pour l'instruction du Prince de Parme [Studijní kurzy pro výuku prince parmského] (1775)
  - Tento několikasvazkový spis zařadila církev na Index zakázaných knih.[2]
- Le Commerce et le gouvernement considérés relativement l’un à l’autre [Vzájemný vztah mezi obchodem a vládou] (1776)
- La Logique ou l’art de penser [Logika čili umění myslet] (1780)
- La Langue des calculs [Řeč počítání] (1798, posmrtně)

### České a slovenské překlady
- CONDILLAC, Etienne Bonnot de. Esej o původu lidského poznání. 1. vyd. Praha: Academia, 1974. [V tiráži uvedeno chybně vročení 1973.] 245 s. Filosofická knihovna.
  - Francouzský osvícenský filosof vydal Esej o původu lidského poznání anonymně v r. 1746 v Amsterodamu. V díle, které podává nárys Condillacovy filosofie, se pokouší formulovat a řešit záhady poznání a zejména povahu lidské zkušenosti. Bojuje proti metafyzickým systémům svých předchůdců a vytváří vlastní teorii radikálního senzuálního empirismu.
- Antológia z diel filozofov. Zv. 5. Novoveká empirická a osvietenská filozofia. Bratislava: Vydavateľstvo politickej literatúry, 1967. 543 s. [Obsahuje část Condillacova spisu „Rozprava o pocitech“ na str. 223–279.]